# 2 Pułk Piechoty Honwedu
2 Pułk Piechoty Honwedu (HonvIR 2, HIR.2) – pułk piechoty królewsko-węgierskiej Obrony Krajowej.
Pułk został utworzony w 1886 roku. Okręg uzupełnień - Gyula (niem. Giula).
Kolory pułkowe: szary (niem. schiefergrau), guziki złote. Skład narodowościowy w 1914 roku 28% – Węgrów, 54% – Rumunów. Sztab oraz I i II batalion stacjonowały w Gyula, natomiast III batalion w Aradzie.
W 1914 roku wszystkie bataliony walczyły na froncie wschodnim. Bataliony wchodziły w skład 45 Brygady Piechoty Honwedu należącej do 23 Dywizji Piechoty Honwedu, a ta z kolei do IX Korpusu 4 Armii.

## Dowódcy pułku
- płk Alexander Vincz von Vinczfalva (1914[3])